# Horst Wagner (Montanwissenschaftler)
Horst Wagner (* 24. Mai 1939 in Salzburg) ist ein österreichischer Montanwissenschaftler und emeritierter Hochschullehrer. Nach 25-jähriger Tätigkeit in Südafrika wurde er 1994 Ordinarius für Bergbaukunde, Bergtechnik und Bergwirtschaft an der Montanuniversität Leoben und emeritierte im Jahre 2007.

## Leben und Karriere
Horst Wagner wurde am 24. Mai 1939 in Salzburg geboren, wo er auch aufwuchs und die Schule besuchte. Nach der Matura an der Bundesrealschule im Jahre 1957 und dem verlängerten Wehrdienst von 1957 bis 1958 begann Wagner 1959 eine Ausbildung als Lehrhauer im Kupferbergbau Mitterberg. Noch im gleichen Jahr begann er ein Studium des Berg- und Markscheidewesens an der Montanistischen Hochschule Leoben und graduierte im Jahre 1963 zum Diplomingenieur. In weiterer Folge war er zwischen 1964 und 1968 als Assistent am Institut für Bergbaukunde, Bergtechnik und Bergwirtschaft an der Montanistischen Hochschule in Leoben mit Forschungsarbeiten auf dem Gebiet der Wetterführung, der mechanischen Gesteinszerkleinerung und der Gebirgsmechanik tätig. Umgehend nach seiner Promotion zum Dr.mont. im Jahre 1968 zog er im Jahre 1969 nach Südafrika, wo er in den nächsten 25 Jahren vor allem für die South African Chamber of Mines tätig war. Während dieser Zeit hatte Wagner diverse Positionen bekleidet. Von 1969 bis 1972 war er Senior Research Officer im Mining Research Laboratory, von 1972 bis 1975 war er dortiger Chief of Rock Mechanics Division und zwischen 1975 und 1977 Assistant Director. 1977 stieg er zum Director des Mining Operations Laboratory auf und führte dieses Amt bis 1984 aus, ehe er von der Chamber of Mines zum Deputy Director General der Research Organisation bestellt wurde. In dieser Tätigkeit war er bis 1986 aktiv und war danach bis 1988 als Director General verantwortlich für neun Forschungslabors mit rund 650 Mitarbeitern. 1988 bestellte ihn die Chamber of Mines zum Senior General Manager im Bereich Operations, wodurch er für die Bereiche Forschung, Technologie, Bergbausicherheit und Umwelt, Unfallschutzversicherung, Goldraffinerie und Uranverarbeitung und Vermarktung verantwortlich wurde. Diese Position hielt Wagner bis zu seiner Rückkehr nach Österreich im Jahre 1994 inne.
Daneben bekleidete er während seiner Zeit in Südafrika auch noch zahlreiche weitere Ämter. So war er von 1977 bis 1988 Vorsitzender der Südafrikanischen Gesellschaft für Gebirgsmechanik und von 1983 bis 1987 Vizepräsident für Afrika der International Society for Rock Mechanics (ISRM; dt. Internationalen Gesellschaft für Gebirgsmechanik). 1984 wurde er Vizepräsident des South African Institute of Mining and Metallurgy und stieg bereits 1986 zum Präsidenten des Instituts auf und hielt diese Stelle bis 1987. Wiederum ein Jahr später wurde er mit der Gold Medal des South African Institute of Mining and Metallurgy ausgezeichnet. Zu diesem Zeitpunkt war Wagner bereits Mitglied des National Science Advisory Council der Republik Südafrika (1986–1988) und zudem von 1986 bis 1994 Honorarprofessor für Bergbauwissenschaften an der Witwatersrand-Universität. 1990 wurde er zum Honorary Life Fellow des South African Institute of Mining and Metallurgy und erhielt 1994 deren Brigadier Stokes Memorial Award. Im Jahre 1992 wurde Wagner zum korrespondierenden Mitglied (im Ausland) der Österreichischen Akademie der Wissenschaften gewählt; nach seiner Rückkehr 1994 wurde seine Mitgliedschaft zum korrespondierenden Mitglied (im Inland) umgewandelt. In weiterer Folge lehrte Wagner als Ordinarius für Bergbaukunde, Bergtechnik und Bergwirtschaft an der Montanuniversität Leoben und übernahm zudem den Vorsitz der Studienkommission für Bergwesen.
1999 wurde ihm für seine Verdienste das Ehrenkreuz für Wissenschaft und Kunst 1. Klasse verliehen; ein Jahr später wurde er zum wirklichen Mitglied der österreichischen Akademie der Wissenschaften. Zwischen 1995 und 2001 war er Vorsitzender des Universitätskollegiums der Montanuniversität Leoben und von 2002 bis 2006 Mitglied deren Senats. Beim Bergmännischen Verband Österreichs agiert er seit 1995 als Vorsitzender des Vorstandsausschusses, war von 1995 bis 1999 Vizepräsident, von 1999 bis 2003 Präsident und von 2003 bis 2008 wieder Vizepräsident des BVÖ. Von 2000 bis 2006 war er zudem Vizepräsident des Internationalen Organisationskomitees des Weltbergbaukongresses und wurde im Jahre 2002 zum Obmann der Kommission für Grundlagen der Mineralrohstoffforschung der Österreichischen Akademie der Wissenschaften gewählt; eine Position, die er bis 2012 innehatte. Seit 2004 ist Wagner außerdem Stellvertretender Vorsitzender des Stiftungsbeirates der Vöest-Alpine-Erzberg-Privatstiftung und des Aufsichtsrates der Vöest-Alpine-Erzberg GmbH. Im Jahre 2007 folgte Wagners Emeritierung; seitdem ist er weiterhin als Lehrbeauftragter für eine Reihe von bergbaukundlichen Vorlesungen tätig und arbeitet weiterhin an Forschungsprojekten des Lehrstuhls für Bergbaukunde, Bergtechnik und Bergwirtschaft an der Montanuniversität Leoben mit.
Darüber hinaus ist Wagner gerichtlich beeideter Sachverständiger für Bergwesen und Gebirgsmechanik, Sachverständiger und Gutachter für Behörden auf dem Gebiet der Bergtechnik, Bergbausicherheit, Stabilität von Grubenbauen
und Böschungen, Umweltaspekte der Rohstoffgewinnung und Rohstoffpolitik, sowie der Rohstoffwirtschaft. Des Weiteren ist er Gutachter für den Deutschen Wissenschaftsrat (WR) und Gutachter für den Australischen Wissenschaftsrat (Australian Research Council (ARC)). 1998 war er zudem Leiter der Rettungsmaßnahmen für die verschütteten Bergleute beim Grubenunglück von Lassing.
Weitere Auszeichnungen und Ehrungen, die Wagner zeitlebens erhielt, sind der Lifetime Award der Südafrikanischen Gesellschaft für Gebirgsmechanik (2003), das Ehrenzeichen des Fachverbandes „Stein und Keramik“ der Österreichischen Wirtschaftskammer (2004) oder die Ehrenmitgliedschaft der Ungarischen Akademie der Wissenschaften (2004). Im Jahre 2007 wurde Wagner gleich mehrfach geehrt; so erhielt er die Miller-von-Hauenfels-Medaille des Bergmännischen Verbandes Österreichs, das Große Silberne Ehrenzeichen für Verdienste um die Republik Österreich, sowie das Große Ehrenzeichen des Landes Steiermark. Vom damaligen Wirtschaftsminister Reinhold Mitterlehner wurde ihm der Berufstitel Bergrat h.c. verliehen.
Über seine gesamte akademische Laufbahn hinweg verfasste er über 215 wissenschaftliche Veröffentlichungen, schrieb sechs Bücher bzw. Buchbeiträge und ist langjähriger (1994–2007) Mitherausgeber der Berg- und Hüttenmännischen Monatshefte. Zudem verfasste er unzählige Sachverständigenberichte, Gutachten und Expertisen für Behörden in Österreich, der Schweiz, der Europäischen Union und der Weltbank, sowie Rohstoffunternehmungen und Betriebe. Als Professor in Leoben betreute er die Habilitationen von Arnulf Grübler und Peter Moser, sowie die Dissertationen acht weiterer Studenten. Während seiner Zeit in Südafrika wirkte er an den Dissertationen zwölf weiterer Studenten mit. Dies waren Studenten der Montanuniversität Leoben, der TU Clausthal, der Universität Hannover, der Witwatersrand-Universität, der Rand Afrikaans University, der Universität Pretoria und der University of Leeds.
Heute (Stand: Mai 2018) lebt Wagner mit seiner Frau Annelore, die er 1967 geheiratet hatte, in Leoben-Hinterberg.

## Auszeichnungen & Ehrungen
- 1988: Gold Medal des South African Institute of Mining and Metallurgy
- 1990: Honorary Life Fellow des South African Institute of Mining and Metallurgy
- 1994: Brigadier Stokes Memorial Award des South African Institute of Mining and Metallurgy
- 1999: Ehrenkreuz für Wissenschaft und Kunst I. Klasse
- 2003: Lifetime Award der Südafrikanischen Gesellschaft für Gebirgsmechanik
- 2004: Ehrenzeichen des Fachverbandes „Stein und Keramik“ der Österreichischen Wirtschaftskammer
- 2004: Ehrenmitglied der Ungarischen Akademie der Wissenschaften
- 2007: Miller-von-Hauenfels-Medaille des Bergmännischen Verbandes Österreichs
- 2007: Großes Silbernes Ehrenzeichen für Verdienste um die Republik Österreich
- 2007: Großes Ehrenzeichen des Landes Steiermark
- 2013: Verleihung des Berufstitels „Bergrat h.c.“ durch Wirtschaftsminister Reinhold Mitterlehner